# Material Design

Alguns componentes típicos da interface de usuário do Material Design

Material Design (codinomeado Quantum Paper) é uma linguagem de design livre desenvolvida pela Google com o objetivo de unificar e padronizar as interfaces gráficas dos sistemas da empresa (conjunto de diretrizes ou guidelines), anunciado em 2014 como uma melhoria no "card" do assistente pessoal Google Now do sistema Android, que usa layouts mais liberal baseados em grids, minimalismo e clean, com animações e transições responsivas, preenchimentos, e efeitos de profundidade como luzes e sombras. O designer Matías Duarte explicou que "diferente do papel real, o nosso material digital pode se expandir e se modificar de forma inteligente. O Material tem bordas e superfícies físicas. Costuras e sombras dão um sentido com o que você pode tocar." Conforme a Google a linguagem de design é baseada em papel e tinta e, pode ser usado a partir da versão 2.1 do Android através da biblioteca v7 appcompat library (presente nos dispositivos Android criados depois de 2009).
O Material Design será progressivamente implementado ao portfólio de produtos de web e móveis da Google, fornecendo uma experiência consistente em todas as plataformas e aplicações. A Google também lançou uma interface de programação de aplicações (APIs) para desenvolvedores terceiros incorporarem a linguagem de design em seus aplicativos.

## Implementação

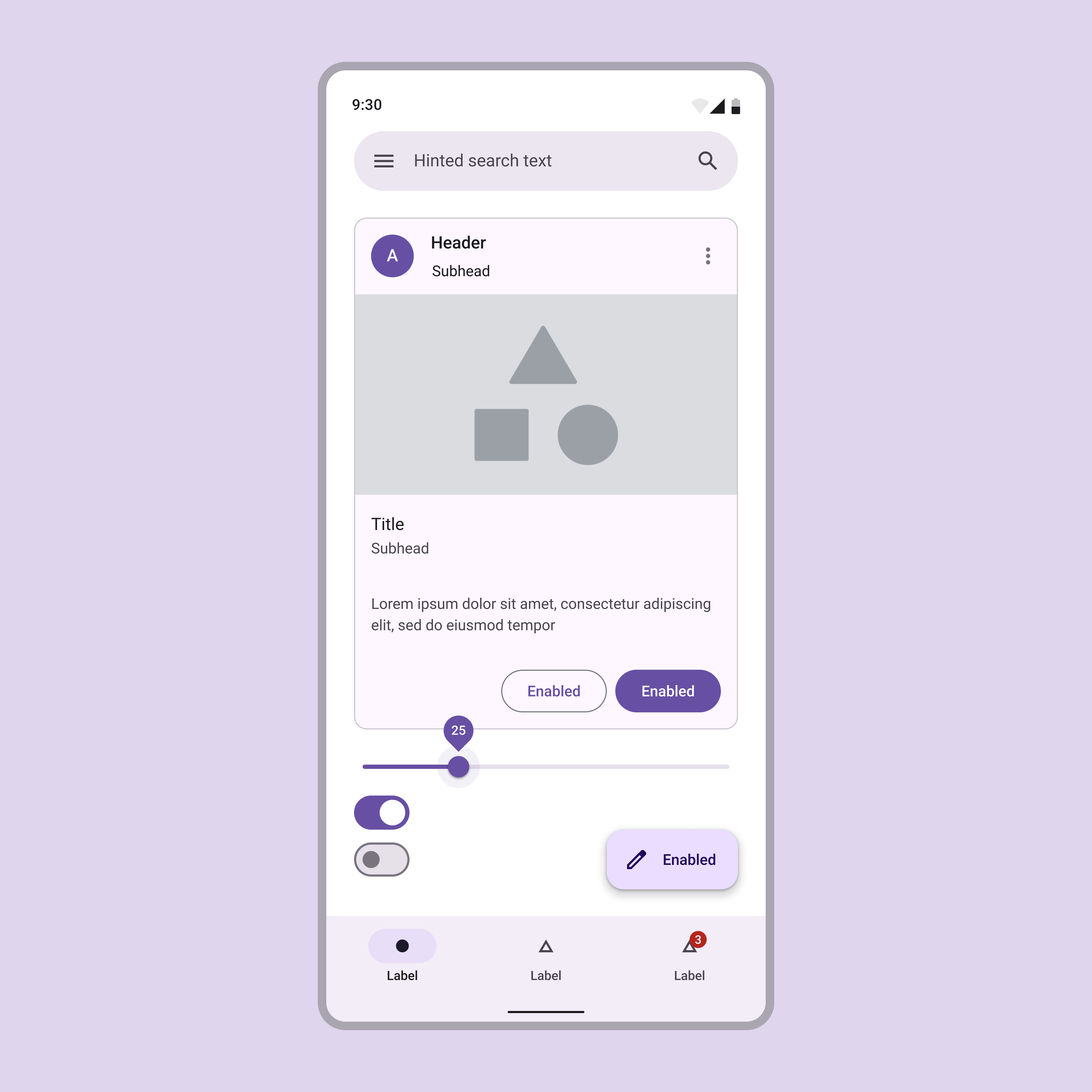
Exemplo de material design

A Google anunciou o Material Design em 25 de junho de 2014 na conferência Google I/O. Como em 2015, a maioria dos aplicativos móveis da Google para Android já aplicaram a nova linguagem de design, incluindo o Gmail, YouTube, Google Drive, Google Documentos, Planilhas e Apresentações, Google Maps, Inbox, todas os aplicativos com a marca Google Play, e, em menor medida, no navegador Chrome e no Google Keep. A interface web para desktop do Google Drive, Documentos, Planilhas, Apresentações e o Inbox também o incorporaram.
A implementação canônica do Material Design para a interface de usuário de aplicativos web é chamada de Polymer. Ela consiste da biblioteca Polymer, um shim  que fornece uma API com o Componentes Web para navegadores que não implementaram o padrão nativamente, e um catálogo de elementos, entre eles a "coleção de elementos de papel", que apresenta elementos visuais do Material Design.

## Características
Algumas das diretrizes são:
Formas: a interface é baseada principalmente em cartões, com um visual sólido, limpo e, geométrico. Por exemplo, são utilizados retângulos com grandes espaços em branco e, bordas suaves para aumentar a clareza do conteúdo.
Cores: possui paleta de cores própria bastante agradável e chamativa.
Ícones: Os ícones também são feitos a partir de formas geométricas e devem ser simples, para parecer tátil, ou seja, partindo do propósito acima de como se o usuário realmente estivesse no mundo real. De antemão precisamos saber que existem dois tipos: de produto e de sistema. O de produto é o ícone do aplicativo e o segundo se refere aos ícones internos do app, para identificação de funcionalidade.
Tipografia: O Material tem duas fontes padrão, chamadas Roboto e Noto.
Imagens: A utilização de imagens deve ser relevante ao que o usuário está consumindo, como por exemplo, para apresentar conteúdos e avatares, por exemplo.
Animação: o movimento das animações simula o movimento de objetos no mundo real, de forma simples e rápida.
Integração: pode utilizar API de terceiros que permitem as animações de forma mais facilitada. Algumas já vem presente de forma nativa no Android.